# Joanna Srebro
Joanna Srebro-Drobiecka (ur. 21 sierpnia 1932 w Tarnowie, zm. 3 listopada 2006 w Tuchowie) – polska artystka malarka.

## Życiorys
Joanna Srebro urodziła się w Tarnowie w 1932 roku. Studia artystyczne ukończyła na ASP w Krakowie w 1962 r. Brała udział w licznych wystawach okręgowych, ogólnopolskich i oddziałowych w kraju i za granicą. Uprawiała malarstwo sztalugowe, czasami projektowała freski, gobeliny i malarstwo ścienne. Była żoną malarza pejzażysty Piotra Drobieckiego (zm. 2003).
W roku 2002, roku 40-lecia pracy artystycznej, otrzymała Nagrodę Miasta Tarnowa.
Jej prace znajdują się w zbiorach Muzeum Ziemi Tarnowskiej w Tarnowie, Urzędzie Wojewódzkim w Tarnowie i Krakowie, Urzędzie Miasta w Tarnowie oraz w zbiorach prywatnych w kraju i za granicą.
Zmarła 3 listopada 2006 roku w Domu Pogodnej Jesieni w Tuchowie prowadzonym przez Zgromadzenie Sióstr Św. Józefa, gdzie znajduje się także część jej dorobku malarskiego.
Została pochowana 6 listopada 2006 na tarnowskim cmentarzu w Krzyżu.